# Kastanjewever

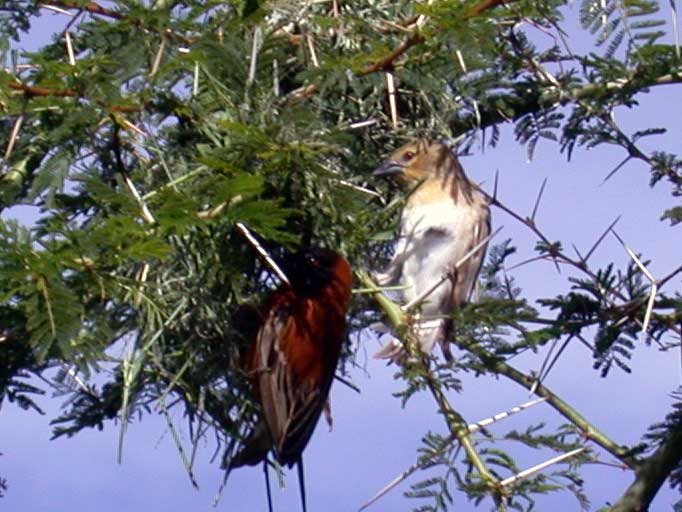
Mannetje en vrouwtje (rechts)

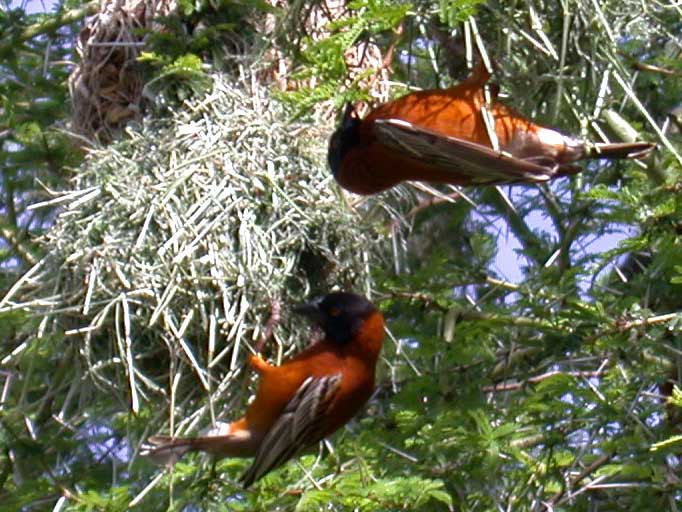
Twee mannetjes

De kastanjewever (Ploceus rubiginosus) is een zangvogel en komt voor in zuidelijk Afrika. De vogel behoort tot de weverfamilie (Ploceidae) en is circa 15 cm lang.

## Kenmerken
In broedtijd is het lijfje van het mannetje roestbruin, de vleugels donker en het kopje zwart. Het vrouwtje is lichtgrijs tot bruin.

## Broedgedrag
De vogel broedt in kleine kolonies, soms in gezelschap van andere wevers, zoals de maskerwever (Ploceus velatus). Het nest is een geweven bolletje van grassprieten.

## Verspreiding en leefgebied
De soort telt 2 ondersoorten:
- P. r. rubiginosus: van zuidoostelijk Soedan, Ethiopië en Somalië tot centraal Tanzania.
- P. r. trothae: zuidwestelijk Angola, noordelijk Namibië en noordwestelijk Botswana.